# Campionati canadesi di sci alpino 2013
I Campionati canadesi di sci alpino 2013 si sono svolti a Whistler dal 21 al 27 marzo. Il programma ha incluso gare di discesa libera, supergigante, slalom gigante e slalom speciale.
Trattandosi di competizioni valide anche ai fini del punteggio FIS, vi hanno partecipato anche sciatori di altre federazioni, senza che questo consentisse loro di concorrere al titolo nazionale canadese. 

## Risultati

### Uomini

#### Discesa libera
| Pos. | Atleta                 | Nazione | Tempo   |
| ---- | ---------------------- | ------- | ------- |
| 1    | Manuel Osborne-Paradis | Canada  | 1:01,97 |
| 2    | Jeffrey Frisch         | Canada  | 1:02,64 |
| 3    | John Kucera            | Canada  | 1:02,79 |
| 4    | Morgan Pridy           | Canada  | 1:02,86 |
| 5    | Dustin Cook            | Canada  | 1:02,92 |
| 6    | Conrad Pridy           | Canada  | 1:02,99 |
| 7    | Benjamin Thomsen       | Canada  | 1:03,00 |
| 8    | Chris Steinke          | Canada  | 1:03,31 |
| 9    | Trevor Philp           | Canada  | 1:03,36 |
| 10   | Jeffrey Bell           | Canada  | 1:03,43 |

Data: 25 marzo

Località: Whistler

Ore: 

Pista: 

Partenza: 1 672 m s.l.m.

Arrivo: 1 162 m s.l.m.

Dislivello: 510 m

Tracciatore: Rob Boyd

#### Supergigante
| Pos. | Atleta                 | Nazione  | Tempo   |
| ---- | ---------------------- | -------- | ------- |
| 1    | Jeffrey Frisch         | Canada   | 1:10,36 |
| 2    | Tyler Werry            | Canada   | 1:10,87 |
| 3    | Manuel Osborne-Paradis | Canada   | 1:10,95 |
| 4    | Dustin Cook            | Canada   | 1:11,18 |
| 5    | William St-Germain     | Canada   | 1:11,28 |
| 6    | Erik Read              | Canada   | 1:11,31 |
| 7    | Espen Theodorsen       | Norvegia | 1:11,52 |
| 8    | Trevor Philp           | Canada   | 1:11,53 |
| 8    | Chris Steinke          | Canada   | 1:11,53 |
| 10   | Benjamin Thomsen       | Canada   | 1:11,57 |

Data: 25 marzo

Località: Whistler

Ore: 

Pista: 

Partenza: 1 672 m s.l.m.

Arrivo: 1 162 m s.l.m.

Dislivello: 510 m

Tracciatore: Peter Bosinger

#### Slalom gigante
| Pos. | Atleta             | Nazione | Tempo   |
| ---- | ------------------ | ------- | ------- |
| 1    | Trevor Philp       | Canada  | 2:19,45 |
| 2    | Phil Brown         | Canada  | 2:20,23 |
| 3    | Tyler Werry        | Canada  | 2:21,06 |
| 4    | Jeffrey Frisch     | Canada  | 2:21,45 |
| 4    | Morgan Megarry     | Canada  | 2:21,45 |
| 6    | William St-Germain | Canada  | 2:21,53 |
| 7    | Erik Read          | Canada  | 2:21,57 |
| 8    | Michael Janyk      | Canada  | 2:22,91 |
| 9    | Sasha Zaitsoff     | Canada  | 2:23,00 |
| 10   | Conrad Pridy       | Canada  | 2:23,13 |

Data: 26 marzo

Località: Whistler

1ª manche:

Ore: 

Pista: 

Partenza: 1 532 m s.l.m.

Arrivo: 1 162 m s.l.m.

Dislivello: 370 m

Tracciatore: Dušan Grašič

2ª manche:

Ore: 

Pista: 

Partenza: 1 532 m s.l.m.

Arrivo: 1 162 m s.l.m.

Dislivello: 370 m

Tracciatore: Brandon Dyksterhouse

#### Slalom speciale
| Pos. | Atleta             | Nazione | Tempo   |
| ---- | ------------------ | ------- | ------- |
| 1    | Erik Read          | Canada  | 1:47,19 |
| 2    | Sasha Zaitsoff     | Canada  | 1:47,90 |
| 3    | Julien Cousineau   | Canada  | 1:48,19 |
| 4    | Trevor White       | Canada  | 1:49,42 |
| 5    | William St-Germain | Canada  | 1:51,68 |
| 6    | Anthony Naciuk     | Canada  | 1:52,30 |
| 7    | Roger Carry        | Canada  | 1:52,33 |
| 8    | Dominique Garand   | Canada  | 1:52,38 |
| 9    | Jeffrey Bell       | Canada  | 1:52,47 |
| 10   | Rob Greig          | Canada  | 1:52,95 |

Data: 27 marzo

Località: Whistler

1ª manche:

Ore: 

Pista: 

Partenza: 1 362 m s.l.m.

Arrivo: 1 162 m s.l.m.

Dislivello: 200 m

Tracciatore: Kip Harrington

2ª manche:

Ore: 

Pista: 

Partenza: 1 362 m s.l.m.

Arrivo: 1 162 m s.l.m.

Dislivello: 200 m

Tracciatore: Richard Jagger

### Donne

#### Discesa libera
| Pos. | Atleta                 | Nazione | Tempo   |
| ---- | ---------------------- | ------- | ------- |
| 1    | Larisa Yurkiw          | Canada  | 1:04,25 |
| 2    | Marie-Michèle Gagnon   | Canada  | 1:04,63 |
| 3    | Julia Roth             | Canada  | 1:05,34 |
| 4    | Sarah Freeman          | Canada  | 1:06,02 |
| 4    | Valérie Grenier        | Canada  | 1:06,02 |
| 6    | Marie-Pier Préfontaine | Canada  | 1:06,12 |
| 7    | Emma King              | Canada  | 1:06,60 |
| 8    | Adrienne Poitras       | Canada  | 1:06,63 |
| 9    | Kelly Moore            | Canada  | 1:06,90 |
| 10   | Charley Field          | Canada  | 1:07,05 |

Data: 24 marzo

Località: Whistler

Ore: 

Pista: 

Partenza: 1 672 m s.l.m.

Arrivo: 1 162 m s.l.m.

Dislivello: 510 m

Tracciatore: Rob Boyd

#### Supergigante
| Pos. | Atleta                | Nazione | Tempo   |
| ---- | --------------------- | ------- | ------- |
| 1    | Marie-Michèle Gagnon  | Canada  | 1:12,97 |
| 2    | Larisa Yurkiw         | Canada  | 1:13,14 |
| 3    | Julia Roth            | Canada  | 1:14,28 |
| 4    | Valérie Grenier       | Canada  | 1:14,92 |
| 5    | Sarah Elliot          | Canada  | 1:15,22 |
| 6    | Mikaela Tommy         | Canada  | 1:15,39 |
| 7    | Claudia Paquin-Ricard | Canada  | 1:15,62 |
| 8    | Charley Field         | Canada  | 1:15,67 |
| 9    | Sarah Freeman         | Canada  | 1:15,68 |
| 10   | Emma King             | Canada  | 1:16,12 |

Data: 25 marzo

Località: Whistler

Ore: 

Pista: 

Partenza: 1 672 m s.l.m.

Arrivo: 1 162 m s.l.m.

Dislivello: 510 m

Tracciatore: Peter Rybárik

#### Slalom gigante
| Pos. | Atleta                 | Nazione | Tempo   |
| ---- | ---------------------- | ------- | ------- |
| 1    | Marie-Michèle Gagnon   | Canada  | 2:17,09 |
| 2    | Marie-Pier Préfontaine | Canada  | 2:17,80 |
| 3    | Larisa Yurkiw          | Canada  | 2:19,11 |
| 4    | Candace Crawford       | Canada  | 2:19,28 |
| 5    | Mikaela Tommy          | Canada  | 2:20,06 |
| 6    | Erin Mielzynski        | Canada  | 2:20,41 |
| 7    | Sarah Elliot           | Canada  | 2:22,07 |
| 8    | Ève Routhier           | Canada  | 2:22,41 |
| 9    | Valérie Grenier        | Canada  | 2:22,67 |
| 10   | Kelly Moore            | Canada  | 2:22,89 |

Data: 27 marzo

Località: Whistler

1ª manche:

Ore: 

Pista: 

Partenza: 1 532 m s.l.m.

Arrivo: 1 162 m s.l.m.

Dislivello: 370 m

Tracciatore: Mike Necesanek

2ª manche:

Ore: 

Pista: 

Partenza: 1 532 m s.l.m.

Arrivo: 1 162 m s.l.m.

Dislivello: 370 m

Tracciatore: Gregor Družina

#### Slalom speciale
| Pos. | Atleta                 | Nazione | Tempo   |
| ---- | ---------------------- | ------- | ------- |
| 1    | Marie-Michèle Gagnon   | Canada  | 1:40,44 |
| 2    | Ève Routhier           | Canada  | 1:43,42 |
| 3    | Elli Terwiel           | Canada  | 1:44,00 |
| 4    | Marie-Pier Préfontaine | Canada  | 1:45,68 |
| 5    | Laurence St-Germain    | Canada  | 1:46,70 |
| 6    | Julia Roth             | Canada  | 1:46,78 |
| 7    | Stephanie Gartner      | Canada  | 1:46,84 |
| 8    | Mikaela Tommy          | Canada  | 1:47,18 |
| 9    | Valérie Grenier        | Canada  | 1:47,88 |
| 10   | Sarah Freeman          | Canada  | 1:51,45 |

Data: 26 marzo

Località: Whistler

1ª manche:

Ore: 

Pista: 

Partenza: 1 362 m s.l.m.

Arrivo: 1 162 m s.l.m.

Dislivello: 200 m

Tracciatore: Jeff Lackie

2ª manche:

Ore: 

Pista: 

Partenza: 1 362 m s.l.m.

Arrivo: 1 162 m s.l.m.

Dislivello: 200 m

Tracciatore: Martin Durocher